# Married Life
Married Life (El juego del matrimonio, en España; Infieles, en México) es una película de drama estrenada en marzo de 2008, dirigida por Ira Sachs y protagonizada por Pierce Brosnan, Patricia Clarkson, Rachel McAdams, Chris Cooper y Rebecca Codling.

## Argumento
Después de varias décadas de bienestar matrimonial Harry (Chris Cooper) tiene una conclusión, quitarle la vida a su esposa (Patricia Clarkson) porque no quiere que sufra cuando la deje por Kay (Rachel McAdams). Pero no sabe que su mejor amigo, Richard (Pierce Brosnan), adora a Kay y quiere tratar de robársela a Harry. Él trata de averiguar la forma de deshacerse de su esposa Pat, tratando de lograr sus objetivos planeados.

## Reparto
- Pierce Brosnan ..... Richard Langley
- Chris Cooper ..... Harry Allen
- Patricia Clarkson ..... Pat Allen
- Rachel McAdams ..... Kay Nesbitt
- David Wenham ..... John O'Brien